# Calcio Schio 1905
Il Calcio Schio è la seconda squadra di calcio nata a Schio, fondata nel 1905; è una delle sette squadre della provincia di Vicenza ad aver partecipato a campionati professionistici (assieme a Vicenza, Real Vicenza, Bassano Virtus, Thiene, Arzignano e Valdagno), avendo un passato in Serie C. Negli anni venti prese parte ai campionati di Prima Categoria nel 1920-1921 e 1921-1922, e a tornei della Lega Nord e del Direttorio Divisioni Inferiori Nord.

## Il calcio a Schio
Le prime notizie di calcio a Schio risalgono alla fine del XIX secolo e sono provenienti dalla polisportiva Fortitudo, fondata nel 1875, che praticò attività calcistica (presumibilmente a livello amatoriale) fino all'anno 1900. Successivamente, nel 1903, alcuni atleti della stessa società si iscrissero alla F.I.F. per disputare dei tornei a carattere locale.
Dopo la nascita della società polisportiva Schio, nel 1905, si dovette attendere fino al 1912 l'inizio effettivo dell'attività calcistica organizzata con la sezione calcio del nuovo sodalizio, che si denominò Unione Sportiva Giuseppe Milano in onore del famoso giocatore della Pro Vercelli.
Ma questa squadra ebbe breve vita e, dopo un anno solare, si era già sfaldata.
Con l'avvio dei campionati regolari di Promozione, gestiti dal Comitato Regionale Veneto-Emiliano, molte furono le squadre che nacquero nel giro di soli due anni dal 1912.
In data 16 aprile 1914, in una sala del "Caffè alla Stazione", si organizzò l'Assemblea costituente dello Schio F.B.C. (che riprese il nome della polisportiva). A presiedere la riunione costitutiva fu chiamato l'Avv. Dal Savio che alla fine delle votazioni lesse le cariche attribuite.
Quale primo campo sportivo si utilizzò un piccolo spazio ubicato nel parco pubblico Valletta dei Frati e le prime partite in casa furono giocate contro l'Arsiero, il Thiene ed il Vicenza (persa 1-2).
Lo Schio non si iscrisse alla F.I.G.C., ma svolse attività sportiva in ambito strettamente provinciale. Di solito si incontravano squadre già ben organizzate quali il Thiene ed il Malo.

## L'attività ufficiale dal dopoguerra
Col rientro dalla Guerra Mondiale i dirigenti che costituirono il primo direttivo, tutti nati tra il 1893 ed il 1896, rientrarono a Schio e si dettero subito da fare. La società si trovò subito in difficoltà perché al Comitato Regionale Veneto si doveva fornire un campo sportivo omologabile decente per poter giocare le partite interne e, seppur ancora disponibile, lo spazio in Valletta dei Frati non rispondeva alla bisogna: era troppo piccolo.
Quando ormai mancava una settimana dall'inizio del campionato e dalla prima partita ufficiale (contro l'Ellade), la società non aveva ancora trovato uno spazio adeguato. Ma un colpo di genio venne a Plebani e compagni che, ottenuto del legname proveniente dalle baracche militari in demolizione (Schio era a pochi chilometri dalle linee nemiche durante la Guerra), si riuscì a trovare un campo al di là della collina dei Frati cintandolo con tutto il legname recuperato, riuscendo a terminare l'approntamento, giusto alle 15 prima del fischio d'inizio della partita.
Le cose comunque non erano destinate ad andare tutte in porto come si pensava: l'Ellade sporse reclamo per le misure non regolamentari del campo ed ottenne di rigiocare la partita.

## I campi sportivi
I campionati 1919-1920 e 1920-1921 furono giocati sul campo Pasubio in zona Santa Trinità.
Per la stagione 1922-1923 ci pensò il Senatore Giovanni Rossi che donò alla società un bellissimo campo sportivo sito in località Nani con muro di cinta fatto di mattoni. Il muro di cinta, in un paio di occasioni ed in vari punti, fu abbattuto dal forte vento e lo si dovette parzialmente ricostruire.
Su questo campo si giocò tutti gli anni '20 e, grazie alle nuove direttive in fatto di costruzione di nuovi campi sportivi, il Comune fece costruire il Campo del Littorio durante la stagione 1930-1931 ed inaugurato in occasione della partita Schio-Ponziana (persa 0-2) in data 1º novembre 1931. Fu il primo campo costruito a Schio con misure ottimali per disputare i campionati di Serie A e con spogliatoi e docce per entrambe le squadre e l'arbitro. Rimane a tutt'oggi il principale impianto cittadino per la pratica del calcio.

## Le maglie dello Schio
- dal 1912 al 1920: bianca con collo bordo e manicotto rosso.
- dal 1920 al 1922: colori della città, giallo vivace, collo bordo e manicotti rossi.
- dal 1923 al 1924: maglia turchina, scudo giallo-rosso (male attaccato che spesso penzolava).
- dal 1924 al 1927: maglia bianca con una fascia giallo-rossa (il rosso stinse dopo le prime giornate di pioggia).
- nel 1927-28: maglia azzurra con scudo giallo-rosso nel mezzo.
- dal 1928-29: maglia rossa con collare giallo.
- dal (?) 1945 maglia con righe verticali giallo-rosse.

## Palmarès

### Competizioni regionali
- Eccellenza: 1

1993-1994 (girone A)
- Promozione: 3

1951-1952 (girone B), 1985-1986 (girone A), 2000-2001 (girone A)
- Prima Categoria: 1

1963-1964

## Statistiche e record

### Partecipazione ai campionati nazionali
| Livello | Categoria                                   | Partecipazioni | Debutto   | Ultima stagione | Totale |
| ------- | ------------------------------------------- | -------------- | --------- | --------------- | ------ |
| 1º      | Prima Categoria                             | 2              | 1920-1921 | 1921-1922       | 2      |
| 2º      | Promozione                                  | 1              | 1919-1920 | 1919-1920       | 2      |
| 2º      | Seconda Divisione                           | 1              | 1922-1923 | 1922-1923       | 2      |
| 3º      | Terza Divisione                             | 3              | 1923-1924 | 1925-1926       | 16     |
| 3º      | Seconda Divisione                           | 2              | 1927-1928 | 1928-1929       | 16     |
| 3º      | Prima Divisione                             | 4              | 1931-1932 | 1934-1935       | 16     |
| 3º      | Serie C                                     | 7              | 1939-1940 | 1947-1948       | 16     |
| 4º      | Terza Divisione                             | 1              | 1926-1927 | 1926-1927       | 23     |
| 4º      | Seconda Divisione                           | 1              | 1929-1930 | 1929-1930       | 23     |
| 4º      | Promozione Interregionale                   | 4              | 1948-1949 | 1951-1952       | 23     |
| 4º      | IV Serie                                    | 5              | 1952-1953 | 1956-1957       | 23     |
| 4º      | Campionato Interregionale                   | 1              | 1958-1959 | 1958-1959       | 23     |
| 4º      | Serie D                                     | 11             | 1959-1960 | 1971-1972       | 23     |
| 5º      | Campionato Interregionale Seconda Divisione | 1              | 1957-1958 | 1957-1958       | 8      |
| 5º      | Campionato Interregionale                   | 5              | 1986-1987 | 1990-1991       | 8      |
| 5º      | Campionato Nazionale Dilettanti             | 2              | 1994-1995 | 1997-1998       | 8      |